# Herpeperas rudis
Herpeperas rudis är en fjärilsart som beskrevs av Walker 1865. Herpeperas rudis ingår i släktet Herpeperas och familjen nattflyn. Inga underarter finns listade i Catalogue of Life.